# 김뢰하
김뢰하(金雷夏, 1965년 11월 15일 ~ )는 대한민국의 배우이다.

## 생애
단국대학교 도예학과에서 도예를 전공하여 학사학위를 받은 그는 1989년 연극배우로 첫 데뷔를 하였고 이후 1998년 영화 퇴마록으로 영화배우 데뷔하여 2001년 동아연극상에서 연기상을 수상했다. 2006년 마흔이 넘은 나이에 연극배우 박윤경과 결혼하였다.

## 학력
- 성남고등학교 졸업(1984년)
- 단국대학교 도예학과 학사

## 출연작

### 영화
- 1994년 《백색인》 ... W 역
- 1994년 《지리멸렬》 ... 변 검사 역
- 1998년 《여고괴담》 ... 수학선생 역
- 1998년 《퇴마록》 ... 김석태 역
- 1998년 《둘 하나 섹스》 ... 형사 부장 역
- 1999년 《송어》 ... 엽사 역
- 2000년 《플란다스의 개》 ... 부랑자 최모 씨 역
- 2001년 《새천년 건강 체조》 ... 체육선생 역
- 2002년 《정글 쥬스》 ... 악어 역
- 2002년 《H》 ... 중년남 역
- 2003년 《살인의 추억》 ... 조용구 역
- 2003년 《지구를 지켜라》 ... 교도관 역
- 2004년 《맹부삼천지교》 ... 정직 역
- 2005년 《달콤한 인생》 ... 문석 역
- 2006년 《괴물》 ... 노랑 1 역
- 2006년 《음란서생》 ... 조 내시 역
- 2006년 《공필두》 ... 천 사장 역
- 2007년 《마강호텔》 ... 해결사 역
- 2007년 《리턴》 ... 이명석 역
- 2008년 《라듸오 데이즈》 ... 노봉알 역
- 2008년 《다찌마와 리 - 악인이여 지옥행 급행열차를 타라!》 ... 김좌진 장군 역
- 2008년 《그녀는 예뻤다》 ... 농구 감독 역(특별출연)
- 2008년 《정승필 실종사건》 ... 박 형사 역
- 2010년 《작은 연못》 ... 개비 아빠 역
- 2011년 《푸른 소금》 ... 김기철 역
- 2012년 《인류멸망보고서》 ... 아빠 역
- 2014년 《몬스터》 ... 익상 역
- 2014년 《스톤》 ... 남해 역
- 2016년 《특별수사: 사형수의 편지》 ... 박 소장 역
- 2017년 《개들의 침묵》 ... 황호성 역
- 2022년 《효자》 ... 길남 역

### 드라마
- 2006년 MBC 미니시리즈 《내 인생의 스페셜》 ... 넘버 2, 필두 역
- 2006년 SBS 드라마 스페셜 《연인》 ... 남창배 역
- 2007년 SBS 드라마 스페셜 《쩐의 전쟁》 ... 김동구 역
- 2007년 SBS 드라마 스페셜 《완벽한 이웃을 만나는 법》 ... 강역개 역
- 2008년 SBS 드라마 스페셜 《일지매》 ... 호위무사 사천 역
- 2008년 KBS2 납량특집드라마 《전설의 고향》〈사신이야기〉 ... 오자영 역
- 2009년 KBS2 미니시리즈 《남자 이야기》 ... 오상원 이사 역
- 2009년 SBS 대기획 《태양을 삼켜라》 ... 나봉출 역(특별출연)
- 2010년 KBS 주말특별기획 《전우》 ... 박일권 역
- 2011년 KBS2 미니시리즈 《공주의 남자》 ... 조석주 역
- 2011년 OCN Movies TV무비 《소녀K》 ... 장세욱 역
- 2011년 MBC 창사특별기획 《빛과 그림자》 ... 조태수 역
- 2012년 KBS2 수목드라마 《전우치》 ... 막개 역
- 2013년 MBC 일일연속사극 《제왕의 딸 수백향》 ... 똘대 역
- 2014년 KBS2 수목드라마 《감격시대: 투신의 탄생》 ... 신가점 역
- 2014년 MBC 일일연속극 《빛나는 로맨스》 ... 나봉팔 역
- 2015년 MBC 월화 특별기획 《빛나거나 미치거나》 ... 은천 역
- 2015년 SBS 심야드라마 《심야식당》 ... 철민 역
- 2016년 SBS 월화드라마 《대박》 ... 아귀 역
- 2016년 KBS2 금요시트콤 《마음의 소리》 ... 맥사장 역 (특별출연)
- 2017년 OCN 주말드라마 《보이스》 ... 남상태 역
- 2017년 SBS 월화드라마 《귓속말》 ... 백상구 역
- 2018년 SBS 주말특별기획 《그녀로 말할 것 같으면》 ... 김성호 반장 역
- 2019년 OCN 수목드라마 《달리는 조사관》 ... 한광호 역
- 2021년 Netflix 오리지널 드라마 《킹덤: 아신전》 ... 타합 역
- 2021년 tvN 수목드라마 《더 로드: 1의 비극》 ... 황태섭 역
- 2021년 웹드라마 《크라임 퍼즐》 ... 김관호 역
- 2024년 JTBC 수목드라마 《놀아주는 여자》 … 서태평 역
- 2024년 Netflix 오리지널 드라마 《트렁크》 … 마수사 역

### 연극
- 《이(爾)》 ... 연산군 역

### 라디오 프로그램
- 2016년 EBS FM 《EBS 책 읽는 라디오 낭독 시리즈》

## 광고
- 2004년 현대카드 M
- 2006년 솔로몬상호저축은행
- 2019년 슈퍼셀 브롤스타즈

## 수상 및 후보
| 연도 | 시상식       | 부문                                    | 작품        | 결과 |
| ---- | ------------ | --------------------------------------- | ----------- | ---- |
| 2001 | 동아연극상   | 연기상                                  | 이(爾)      | 수상 |
| 2006 | SBS 연기대상 | 미니시리즈 부문 남자 조연상             | 연인        | 후보 |
| 2010 | KBS 연기대상 | 특별기획/장편드라마부문 남자 우수연기상 | 전우        | 후보 |
| 2011 | KBS 연기대상 | 남자 조연상                             | 공주의 남자 | 후보 |